# NGC 3922
NGC 3922 est une petite galaxie lenticulaire relativement rapprochée et située dans la constellation de la Grande Ourse. NGC 3922 a été découverte par l'astronome germano-britannique William Herschel en 1788. Cette galaxie a aussi été observée par William Herschel deux années plus tard (17 mars 1790) et elle a été inscrite au catalogue NGC sous la cote NGC 3924.

## Caractéristiques
NGC 3922 présente aussi une large raie HI.

### Distance
Sa vitesse par rapport au fond diffus cosmologique est de 1 128 ± 14 km/s, ce qui correspond à une distance de Hubble de 16,6 ± 1,2 Mpc (∼54,1 millions d'al).
À ce jour, une mesure non basée sur le décalage vers le rouge (redshift) donne une distance d'environ 17,000 Mpc (∼55,4 millions d'al). Cette valeur est à l'intérieur des valeurs de la distance de Hubble.

## Identification

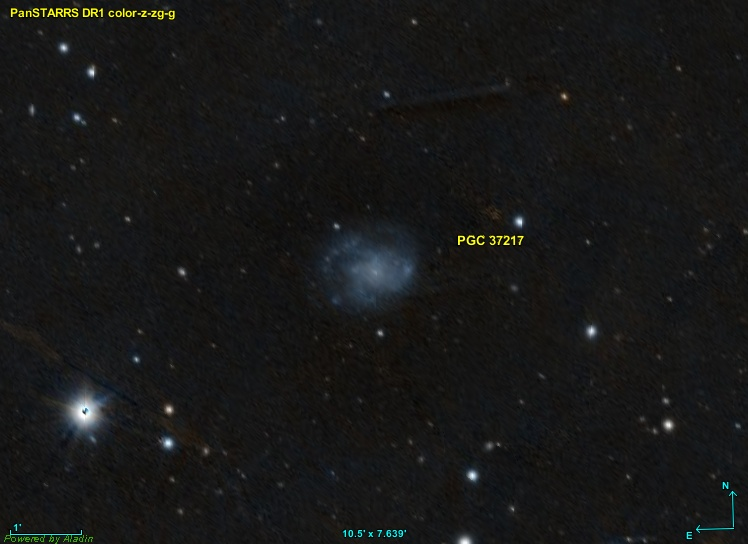
Selon Simbad, NGC 3904 est la galaxie PGC 37217.

Note. La base de données Simbad ainsi que le logiciel Aladin identifient incorrectement NGC 3924 à la galaxie PGC 37217.

## Groupe de M109 et de M101
NGC 3922 fait partie d'un vaste groupe de galaxies qui compte au moins 41 membres, le groupe de M109 (NGC 3992). On retrouve parmi ses membres les galaxies NGC 3726, NGC 3782, NGC 3870, NGC 3877, NGC 3893, NGC 3896, NGC 3917, PGC 37217 (identifié faussement à NGC 3924), NGC 3928, NGC 3931, NGC 3949, NGC 3953, NGC 3985, M109 (NGC 3992), NGC 4010, NGC 4026, NGC 4085, NGC 4088, NGC 4100, NGC 4102, NGC 4142, NGC 4157, NGC 4217 et NGC 4220.
D'autre part, dans un article publié en 1998, Abraham Mahtessian indique plusieurs des galaxies du groupe de M109 font aussi partie d'un groupe plus vaste qui compte plus de 80 galaxies, le groupe de M101. Plusieurs galaxies de la liste de Mahtessian se retrouvent également dans d'autres groupes décrit par A.M. Garcia, soit le groupe de NGC 3631, le groupe de NGC 3898, le groupe de M109 (NGC 3992), le groupe de NGC 4051, le groupe de M106 (NGC 4258) et le groupe de NGC 5457.
Plusieurs galaxies des six groupes de Garcia ne figurent pas dans la liste du groupe de M101 de Mahtessian. Il y a plus de 120 galaxies différentes dans les listes des deux auteurs. Puisque la frontière entre un amas galactique et un groupe de galaxie n'est pas clairement définie (on parle de 100 galaxies et moins pour un groupe), on pourrait qualifier le groupe de M101 d'amas galactique contenant plusieurs groupes de galaxies.

## Amas de la grande Ourse et superamas de la Vierge
Les groupes de M109 et de M101 font partie de l'amas de la Grande Ourse, l'un des amas galactiques du superamas de la Vierge.